# Pietro Pipolo
Pietro Pipolo (Marino, Italia, 27 de febrero de 1986) es un futbolista italiano juega de portero y su actual equipo es la Roma de la Serie A italiana.

## Carrera
Era el portero titular de la filial de la Roma con un gran potencial y un futuro prometedor sin embargo desde 2005 cuando fue subido al primer equipo no ha logrado debutar ni ser titular por el buen rendimiento de Doni.

## Clubes
| Club         | País   | Año         |
| ------------ | ------ | ----------- |
| AS Roma      | Italia | 2005 - 2007 |
| Potenza S.C. | Italia | 2007 - 2008 |
| AS Roma      | Italia | 2008 - 2009 |
| FC Lugano    | Suiza  | 2009 - 2010 |